# روزانا وارطانیان
روزانا (روزان) تیگرانی وارطانیان (ارمنی: Ռուզաննա Տիգրանի Վարդանյան؛  زادهٔ ۱۵ مارس ۱۸۹۷ - درگذشته ۹ دسامبر ۱۹۵۷) بازیگر اهل ارمنستان بود.  وی بین سال‌های - تا - میلادی فعالیت می‌کرد.

## زندگی‌نامه
وی در ۲۷ مارس [سبک قدیمی: ۱۵ مارس] ۱۸۹۷ در شماخی به دنیا آمد . خاچاطور یسایان همسر وی بود. وی خواهر واویک وارطانیان بود. وی در فرهنگستان دولتی تئاتر سوندوکیان (از ۱۹۲۷) و انستیتو دولتی سینما و تئاتر ایروان (از ۱۹۴۴) فعالیت می‌کرد. همچنین برندهٔ جوایزی همچون هنرمند مردمی ارمنستان شوروی (۱۹۴۵) شده است. وی در ۹ دسامبر ۱۹۵۷ در سن ۶۰ سالگی در ایروان درگذشت.